# E Bukura e Qiellit
E Bukura e Qiellit, ovvero la Bella del Cielo è una ninfa presente nella mitologia albanese. Le sue sorelle sono E Bukura e Dheut (La Bella della Terra) ed E Bukura e Detit (La Bella del Mare).
Talvolta nota al maschile come I Bukuri i Qiellit, forma in cui viene assimilato con Cristo dai Cristiani d'Albania, la figura ha in realtà origini pagane (molto probabilmente era parte del pantheon illirico), all'interno di una concezione del cosmo tripartita tra i tre regni del mare, del cielo e della terra..